# Ilnacora
Ilnacora is een geslacht van wantsen uit de familie van de Miridae (Blindwantsen). Het geslacht werd voor het eerst wetenschappelijk beschreven door Odo Reuter in 1876.

## Soorten
Het genus bevat de volgende soorten:

- Ilnacora albifrons Knight, 1963
- Ilnacora arizonae Knight, 1963
- Ilnacora arnaudi Carvalho, 1986
- Ilnacora chihuahuaensis Knight & Schaffner, 1976
- Ilnacora chloris (Uhler, 1877)
- Ilnacora divisa Reuter, 1876
- Ilnacora furcata Knight, 1963
- Ilnacora henryi Schwartz, 2018
- Ilnacora illini Knight, 1941
- Ilnacora infusca Knight & Schaffner, 1976
- Ilnacora inusta (Distant, 1884)
- Ilnacora malina (Uhler, 1877)
- Ilnacora mexicana Knight & Schaffner, 1976
- Ilnacora nicholi Knight, 1963
- Ilnacora nigrinasi (Van Duzee, 1916)
- Ilnacora pallida Knight & Schaffner, 1976
- Ilnacora picata Knight, 1963
- Ilnacora recurvata Knight, 1963
- Ilnacora santacatalinae Knight, 1963
- Ilnacora schaffneri Knight, 1963
- Ilnacora sonorensis Carvalho & Costa, 1992
- Ilnacora spicata Knight, 1963
- Ilnacora stalii Reuter, 1876
- Ilnacora tepicensis Carvalho & Costa, 1992
- Ilnacora texana Knight & Schaffner, 1976
- Ilnacora vittifrons Knight, 1963